# Nooit Gedacht (Warnsveld)
De Nooit Gedacht is een korenmolen in Warnsveld in de Nederlandse provincie Gelderland. Warnsveld maakt sinds 2005 deel uit van de gemeente Zutphen.
Al in 1850 werd ter plekke een molen gebouwd. Deze is in 1869 als gevolg van blikseminslag afgebrand. Ook de opvolger van deze molen onderging in 1905 hetzelfde lot. Nog datzelfde jaar werd de huidige molen gebouwd. De molen is tussen 1905 en 1971 eigendom geweest van de familie Garssen. In 1973 verkocht de toenmalige gemeente Warnsveld de molen aan de huidige eigenaar, de Vereniging De Hollandsche Molen.
De molen wordt al twee generaties lang beheerd door de familie Abelskamp. Dirk Jan senior overleed op 10 mei 2011 in de molen, na meer dan 60 jaar betrokken te zijn geweest bij het molenaarsvak. Samen met zijn zoon Dirk Jan jr. heeft hij jaren de molen operationeel gehouden. Sinds zijn dood heeft Dirk Jan junior de supervisie overgenomen. Beiden deden en doen dit op vrijwillige basis.
De molen is uitgerust met drie koppels maalstenen en heeft daarnaast apparatuur voor het verwerken van meelproducten. De roeden van het wiekenkruis hebben een lengte van 22,50 meter. De binnenroede heeft fokwieken met zeilen. De buitenroede is uitgerust met het systeem Ten Have in combinatie met Van Busselstroomlijnneuzen.